# Renato Martins

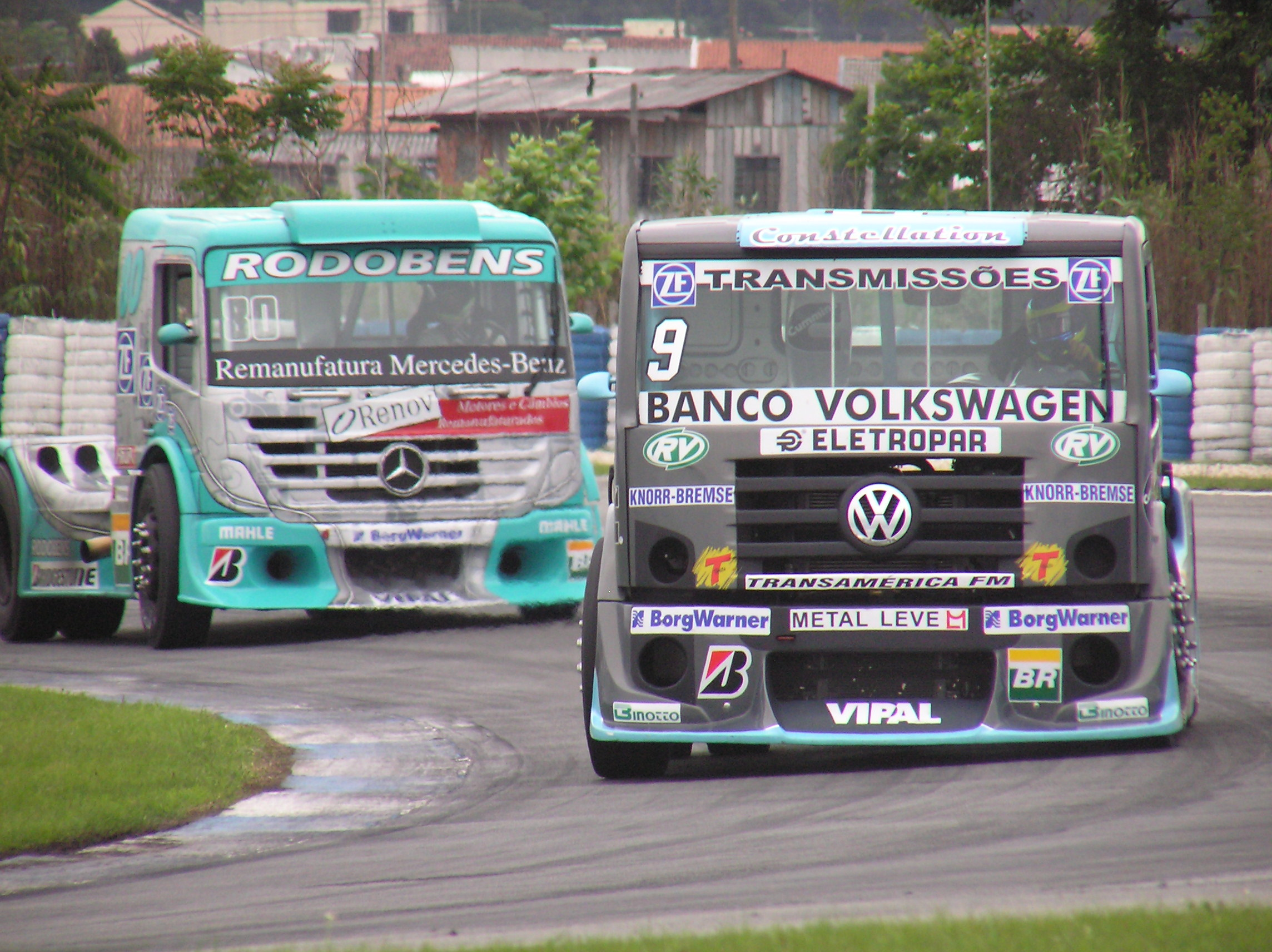
Renato em Curitiba, 2006

Renato Martins (São Paulo, 28 de outubro de 1958) é um piloto brasileiro de automobilismo. Foi o primeiro campeão da Formula Truck, em 1996, e novamente em 2006.

## Trajetória esportiva
Renato Martins era um caminhoneiro antes de ingressar na Formula Truck.

### Formula Truck
Sendo um dos pilotos idealizadores da Truck, o paulista Renato Martins foi o primeiro campeão da Fórmula Truck em 1996, com um caminhão Scania, pela equipe Marfran. Renato conquistou o bi da categoria em 2006.
Renato Martns ainda ficou seis vezes com o vice-campeonato, sendo cinco consecutivas de 1997 a 2001 e novamente em 2003. Os seus números incluem 27 vitórias, 17 pole-positions e 172 etapas disputadas.

### Dirigente de equipe
Ele é proprietário de uma equipe de Fórmula Truck, a RM Competições, time oficial da Volkswagen.. É casado com a também piloto da sua equipe, Débora Rodrigues.
Os piloto que já passaram por sua equipe são: Débora Rodrigues, David Muffato e André Marques, entre outros.

## Títulos
Formula Truck: 1996 e 2006.